# Армин ван Бюрен
Армин ван Бюрен (на нидерландски: Armin van Buuren) е известен нидерландски транс DJ.
Той е единственият DJ избиран за номер 1 в света 5 пъти (от които 4 пъти подред) – през 2007, 2008, 2009, 2010, и 2012 г. от списание DJ Mag. През 2014 г. е номиниран за Грами за най-добър денс запис на годината за песента This Is What It Feels Like. Държи рекорда за най-много записи (21) в класацията на списание Billboard за денс и електронни албуми.
Младият Армин започва кариерата си през 1996 година. През 1999 вече е професионален DJ. Той участва в множество престижни фестивали, летните сесии на остров Ибиса, Испания и много други. Също така той продуцира собственото си радио шоу – „A State Of Trance“(ASOT). То се излъчва всеки четвъртък по над 100 FM радиа в 84 страни по света, като броят на слушателите му е близо 40 милиона.

## Биография
Армин Ван Бюрен е роден на 25 декември 1976 в град Лейден, Холандия. Той се увлича по елекронната музиката още в ранна детска възраст, за което основен принос има баща му. Но освен любовта си към музиката Армин скоро проявява интерес и към технологиите и компютрите. На 14 той си купува първия sampler, взима синтезатора на баща си и започва да прави музика.
През юношеството си Армин обичал да слуша музиката на Жан Мишел Жар и Бен Лайбранд. Така един ден изпратил един демо запис на Лайбранд, който много го харесал и през следващата година научил Ван Бюрен, как да продуцира и миксира музика. Страстта на Армин да миксира се засилва и той започва работа, като DJ в местен клуб на име Нексус.
През 1995 завършва училище и се записва да учи право. Междувременно премества своето DJ оборудване, от стаята си в истинско студио, където прави някои от първите си хитове, като „Touch Me“ и „Communication“.
Ван Бюрен обича да казва „Don't be a prisoner of your own style.“ (Не бъди затворник на своя собствен стил.), той не обича да му се слага етикет и описва своята музика, като еуфорична, ободряваща, мелодична и енергична.
Амбициозността на Армин го подтиква да се занимава с много задачи наведнъж: учене, продуциране и работа, като ДиДжей. Той твърди, че неговата заветна мечта е да върши това, което най-много обича, докато се забавлява.
На 18 септември 2009 г. се жени за дългогодишната си приятелка Ерика ван Тхиел. Дъщеря им Фена се ражда през юли 2011 г., а синът им Реми през юли 2013 г.
На 27 юли 2013 г. на сцената на Tomorrowland Армин ван Бюрен обявява, че часа преди това му се е родил син.

## Кариера
2000 – 2004A State of Trance
През 2000 г. Ван Бюрен започва своя собствена компилация Armn Van Buuren, намирайки баланс между progressive house и vocal trance. Първият му албум, A state of Trance (да не се бърка със седмичното му радио шоу A state of trance), продава 10 000 копия и в него се включва ремиксът му на парчето „Moogwai“ – „Viola“. Вторият му албум, Basic Instinct включва ново парче: „Perpetuous Dreamer“ – „The Sound of Goodbye“. Това парче навлиза в холандските класации през юни 2001 на 26 място. По-късно същата година, парчето достига No. 1 в класацията на Hot Dance Music/Club Play. Третият албум, In Motion излиза на 6 август 2001 г., последван от четвърти албум, Transparence, през 2002 г. През 2003 г., Армин ван Бюрен работи с творци, като DJ Seth Alan Fannin по време на турнето Dance Revolution в Европа, което събира тълпи от 20 000 души в Нидерландия.

## Псевдоними
Армин ван Бюрен е известен не само със собственото си име, но и под различни псевдоними.
| - Armania - Armin - Darkstar - E=mc² | - Gaia - Gimmick - Hyperdrive Inc. - Misteri A | - Perpetuous Dreamer - Problem Boy - Rising Star - The Shoeshine Factory |

## Награди
През 2006 г. Армин заема 2-ра позиция в престижната класация DJ Top 100 в списанията DJmag.com и TheDJList.com Архив на оригинала от 2007-07-03 в Wayback Machine., отстъпвайки единствено на Пол ван Дайк.
На церемонията Trance Awards през 2006 г. Армин взима следните награди:
- Best DJ
- Best Compilation
- Best Resident

През 2007 г. Армин е вече номер 1, като изпреварва досегашния лидер Пол ван Дайк и Тиесто.
На 9 октомври 2013 г. Армин Ван Бюрен заема 2-ра позиция в класацията Top 100 DJs на списание DJmag.com, отстъпвайки на Hardwell.

## Дискография

### Студио албуми
| Year | Album details                                                                                    | Peak chart positions | Peak chart positions | Peak chart positions | Peak chart positions | Peak chart positions | Peak chart positions |
| Year | Album details                                                                                    | UK                   | US                   | NL                   | BEL                  | GER                  | MEX                  |
| ---- | ------------------------------------------------------------------------------------------------ | -------------------- | -------------------- | -------------------- | -------------------- | -------------------- | -------------------- |
| 2003 | 76 - Released: June 2003 - Label: United Recordings - Format: CD                                 | —                    | —                    | 38                   | —                    | —                    | —                    |
| 2005 | Shivers - Released: 8 август 2005 - Label: Armada Music - Format: CD, digital download           | —                    | —                    | 23                   | —                    | —                    | —                    |
| 2008 | Imagine - Released: 18 април 2008 - Label: Armada Music - Format: CD, digital download           | —                    | 157                  | 1                    | —                    | —                    | 39                   |
| 2010 | Mirage - Released: 10 септември 2010 - Label: Armada Music - Format: CD, digital download        | 113                  | 148                  | 3                    | 10                   | 42                   | 12                   |
| 2013 | Intense - Released: 3 май 2013 - Label: Armada Music - Format: CD, digital download, vinyl       | 37                   | 65                   | 2                    | 15                   | 16                   | —                    |
| 2015 | Embrace - Released: 29 октомври 2015 - Label: Armada Music - Format: CD, digital download, vinyl | —                    | —                    | —                    | —                    | —                    | —                    |

### Компилации
- 1999 „Boundaries of Imagination“
- 2000 „001 A State of Trance“
- 2001 „002 Basic Instinct“
- 2001 „003 In Motion“
- 2002 „004 Transparance“
- 2003 „Universal Religion Chapter One“
- 2004 „A State of Trance 2004“
- 2004 „Big Room Trance“
- 2004 „Universal Religion 2004, Live From Armada At Ibiza“
- 2005 „A State of Trance 2005“
- 2005 „A State of Trance 2005 Year Mix“
- 2006 „A State of Trance 2006“
- 2006 „A State of Trance 2006 Year Mix“
- 2008 „Universal Religion 2008 – Live from Armada Ibiza“

### Песни
- 1997 Blue Fear
- 1999 Communication
- 1999 Future Fun-land (As Perpetuous Dreamer)
- 2000 Touch Me (As Rising Star)
- 2000 Eternity (With Tiesto as Alibi)
- 2000 Wonder Where you are (With Tiesto as Major League)
- 2001 4 Elements (As Gaia)
- 2001 The Sound of Goodbye (As Perpetuous Dreamer)
- 2001 Exhale (With Ferry Corsten as System F)
- 2002 Clear Blue Moon/Star Theme (As Rising Star)
- 2002 Sunspot (As Rising Star vs. Airwave)
- 2002 Dust.wav (As Perpetuous Dreamer)
- 2003 Sunburn
- 2003 Yet Another Day (With Ray Wilson)
- 2004 Burned With Desire (With Justine Suissa)
- 2004 Blue Fear 2004
- 2005 Shivers
- 2005 Serenity (With Jan Vayne)
- 2005 Zocalo (With Gabriel & Dresden)
- 2006 Who Is Watching (With Nadia Ali)
- 2006 Sail
- 2006 Control Freak
- 2006 Love You More (With Racoon)
- 2006 Saturday Night (Trance remake of the 1978 Herman Brood classic)
- 2007 This World is Watching me (vs Rank 1 с участието на Kush)
- 2007 Rush Hour
- 2008 In And Out Of Love (With Sharon den Adel from „Within Temptation“)
- 2009 Unfogivable (With Jaren)
- 2009 Fine Without You (With Jennifer Rene)
- 2010 Not giving up on love (With Sophie Ellis-Bextor)
- 2011 Drowning (With Laura V)
- 2011 Feels so good (With Nadia Ali)

### Албуми
- 2003 „76“
- 2005 Shivers
- 2006 10 Years
- 2008 „Imagine“
- 2010 „Mirage“
- 2013 „Intense“
- 2015 „Embrace“

#### Universal Religion Series
- 2003 Universal Religion Chapter One
- 2004 Universal Religion 2004, Live from Armada at Ibiza
- 2007 Universal Religion 2008, Live from Armada at Ibiza (released as Universal Religion 2008 in the US)
- 2009 Universal Religion Chapter 4
- 2011 Universal Religion Chapter Five, Recorded Live from Space Ibiza
- 2012 Universal Religion Chapter Six, Recorded Live from Privilege Ibiza
- 2013 Universal Religion Chapter Seven, Recorded Live from Privilege Ibiza

## Ремикси
- 1996 Groove Solution – Magic Melody (Armin Mix)
- 1997 Monsieur Basculant – C'est Tout (Armix)
- 1997 De Bos – Chase (Follow-That-Car Mix)
- 1997 ISCO – Funkytown (Mothafunky Armin Mix)
- 1997 Pioneers of Sound – Keep It Up (Armin Van Buuren Remix
- 1997 Geoffrey Williams – Sex Life (Major Funk Armix)
- 1997 The Sunclub – Single Minded People (Club Minded Armix)
- 1997 The Sunclub – Single Minded People (Trance Minded Armix)
- 1997 The Sunclub – Single Minded People (Radio Edit Armix)
- 1997 Jocks' Trap – Tribal Tone (Armix)
- 1997 Jocks' Trap – Tribal Tone (Armix Dub)
- 1997 Sweet Pussy Pauline – Heads, Tits & Ass (Armin van Buuren Dub Remix)
- 1997 Sweet Pussy Pauline – Heads, Tits & Ass (Armin van Buuren Vocal Remix)
- 1997 Temple of the Groove – Without Your Love (Armin's Radio Mix)
- 1998 J.R.'s Revenge – Dallas (The Armix)
- 1998 Rocco Mundo – Move Static (Armix)
- 1998 Suits Makin' Noise – The Beginning (Armix Club Version)
- 1998 Suits Makin' Noise – Ellegibo (Extended Armix)
- 1998 Barbarus – Hold On (Armix)
- 1998 Flying Grooves – Initial Velocity (Armix)
- 1998 Problem Boy – Self Control (Armix)
- 1998 Black & White Brothers – Put Your Hands Up (Gimmick Remix)
- 1998 Wodka Wasters – Pass the Bottle (Armix)
- 1998 Wodka Wasters – Pass the Bottle (Armin's Movin' Work Dub)
- 1998 Red & White – Out of Blue (Armix)
- 1998 Wamdue Project – King of My Castle (Armin Gimmick Dub)
- 1998 Wamdue Project – King of My Castle (Armin van Buuren Remix)
- 1999 Gouryella – Gouryella (Armix)
- 1999 Vincent de Moor – Shamu (Armin Remix)
- 1999 Denzil & Dwayne – Force of Habit (Armin van Buuren Remix)
- 1999 Chakra & Edi Mis – X-File '99 (Armin & DJ Johan's Cyber Mix)
- 1999 DJ René – Music All Over the World (DJ René & Armin van Buuren Remix)
- 1999 Electrix – Blame the Music (Armin van Buuren Mix)
- 1999 Shane – C'est Musique (Armin van Buuren Remix)
- 1999 Insight – Prophecy (Cyber Mix)
- 1999 Madison Avenue – Don't Call Me Baby (Armin van Buuren's Stalker Mix)
- 1999 Madison Avenue – Don't Call Me Baby (Armin van Buuren's Stalker Dub)
- 1999 Pancake – Don't Turn Your Back (Syrup & Sugar Armix Flava)
- 1999 Electrix – Gettaway (Armin van Buuren Mix)
- 1999 DJ Manta – Holding On (Armin Van Buuren's Rising Star Mix)
- 1999 DJ Manta – Holding On (Armin Van Buuren's Rising Star Edit)
- 1999 Airscape – L'Esperanza (Armin Van Buuren's Rising Star Mix)
- 1999 René Et Gaston – Vallée 2000 (Vallée De L'Armix)
- 1999 Vincent de Moor – Between 2 Fires (Armin Remix)
- 1999 Rising Star – Touch Me (Armix Remix)
- 1999 Gouryella – Walhalla (Armin Van Buuren's Rising Star Mix)
- 1999 Gouryella – Walhalla (Armin van Buuren's Rising Star Dub)
- 2000 Aria – Dido (Armin van Buuren's Universal Religion Mix)
- 2000 ATFC Presents OnePhatDeeva – Bad Habit (Armin Van Buuren Gimmick Club Mix)
- 2000 Yahel – Devotion (Armin Van Buuren Mix)
- 2000 Moogwai – Viola (Armin Van Buuren Remix)
- 2000 Gimmick – Free (Armin's Discotizer Dub)
- 2000 Mi-Ko – Dreaming Of You (Armix Remix)
- 2000 Fuel 2 Fire – Fuel to Fire (Armin's Drumrama Dub)
- 2000 Dominica – Gotta Let You Go (Watch Your Step Mix)
- 2000 Novaskotia – Novaskotia (Armin Van Buuren's Rising Star Mix)
- 2000 Desiderio – Starlight (Armin Van Buuren's Rising Star Remix)
- 2000 Vibe-Rations – Steppin' Out (Armin van Buuren's Big Bass Remix)
- 2000 Armin – Communication Part II (Armin van Buuren's Remake)
- 2001 System F – Exhale (Armin van Buuren Remix)
- 2001 Magnusson Arrived – Mary Go Around (Armin Van Buuren's 'This Round's On Me' Mix)
- 2001 Magnusson Arrived – Mary Go Around (Armin Van Buuren's 'This Round's On Me' Edit)
- 2001 Perpetuous Dreamer – The Sound of Goodbye (Armin's Tribal Feel Mix)
- 2001 Perpetuous Dreamer – The Sound of Goodbye (Armin van Buuren's Rising Star Mix)
- 2001 Ayumi Hamasaki – Appears (Armin Van Buuren Remix)
- 2001 iiO – Rapture (Armin Van Buuren Remix)
- 2002 DJ Astrid – The Spell (Armin Van Buuren Remix)
- 2002 Solid Sessions - Janeiro (Armin Van Buuren Mix)
- 2002 Shane – Too Late to Turn (Armin Van Buuren Remix)
- 2002 Riva – Time Is The Healer (Armin Van Buuren Vocal Remix)
- 2002 Cygnus X – Positron (Armin Van Buuren Remix)
- 2002 OceanLab – Sky Falls Down (Armin Van Buuren Remix)
- 2002 Solarstone – Seven Cities (Armin van Buuren Remix) #44 UK
- 2002 Perpetuous Dreamer – Dust.wav (Armin van Buuren Rising Star Remix)
- 2003 Ben Liebrand – Give Me An Answer (Armin van Buuren Remix)
- 2003 Motorcycle – As The Rush Comes (Armin van Buuren's Universal Religion Remix)
- 2003 Clubhands – Live Your Life (Extended Club Mix)
- 2004 Mark Otten – Mushroom Therapy (Armin Van Buuren Precious Edit)
- 2004 Envio – Love Poison (Ryan G Remix – AvB Edit)
- 2004 24 – The Longest Day (Armin Van Buuren Dub)
- 2004 24 – The Longest Day (Armin Van Buuren Remix)
- 2004 24 – The Longest Day (Armin Van Buuren Remix Radio Edit)
- 2005 Fragile – Inertia (Armin van Buuren Remix)
- 2007 Tony Scott – Something for the People (Armin van Buuren vs DJ Remy & Roland Klinkenberg Remix)
- 2008 The Killers – Human (Armin Van Buuren Remix)
- 2008 The Killers – Human (Armin Van Buuren Dub)
- 2008 Armin van Buuren с участието на Gabriel & Dresden – Zocalo (Armin In Mexico Mix)
- 2008 Kerli – Walking on Air (Armin van Buuren Remix)
- 2009 BT featuring JES – Every Other Way (Armin van Buuren Remix)
- 2009 Cerf, Mitiska & Jaren – Beggin’ You (Armin van Buuren Remix)
- 2010 Armin van Buuren vs. Sophie Ellis-Bextor – Not Giving Up on Love (Armin van Buuren Remix)
- 2010 Faithless – Not Going Home (Armin van Buuren Remix)
- 2010 Dido – Everything to Lose (Armin van Buuren Remix)
- 2010 Armin van Buuren featuring Christian Burns – This Light Between Us (Armin van Buuren's Great Strings Mix)
- 2010 Miguel Bosé – Jurame (Armin van Buuren Remix)
- 2010 Chicane – Where Do I Start? (Armin van Buuren Remix)
- 2011 Laura Jansen – Use Somebody (Armin van Buuren Rework)
- 2011 Triple A – Winter Stayed (Armin van Buuren's On The Beach Mix)
- 2011 Nadine Coyle – Put Your Hands Up (Armin van Buuren Remix)
- 2011 Hannah – Falling Away (Armin van Buuren Remix)
- 2011 Emma Hewitt – Colours (Armin van Buuren Remix)
- 2011 David Guetta featuring Usher – Without You (Armin van Buuren Remix)
- 2011 Wiegel Meirmans Snitker – Nova Zembla (Armin van Buuren Remix)
- 2012 Kirsty – Twilight (Armin van Buuren Remix)
- 2012 Ferry Corsten vs Armin van Buuren – Brute (Armin's Illegal Drum Edit)
- 2012 Zedd featuring Matthew Koma – Spectrum (Armin Van Buuren Remix)
- 2012 Frans Bak – The Killing (Armin van Buuren Remix)
- 2013 Mark Knight & D. Ramirez vs Underworld – Downpipe (Armin Van Buuren Remix)

## Музикални клипове
- 2000/1? Eternity (and DJ Tiësto pres. Alibi)
- 2001 Exhale (с участието на System F)
- 2001 The Sound Of Goodbye (pres. Perpetuous Dreamer с участието на Elles de Graaf)
- 2002/3? Yet Another Day (с участието на Ray Wilson)
- 2003/4? Burned With Desire (с участието на Justine Suissa)
- 2005 Shivers (с участието на Susana)
- 2005 Serenity (с участието на Jan Vayne)
- 2006 Sail
- 2007 Love You More (с участието на Racoon)
- 2007 This World Is Watching Me (vs. Rank 1 с участието на Kush)
- 2007 24 – The Longest Day
- 2008 Going Wrong (& DJ Shah с участието на Chris Jones)
- 2008 In And Out Of Love (с участието на Sharon den Adel)
- 2009 Unforgivable (с участието на Jaren)
- 2009 Fine Without You (с участието на Jennifer Rene)
- 2009 Never Say Never (с участието на Jacqueline Govaert)
- 2009 Tuvan (as Gaia)
- 2009 Blue Fear
- 2009 Communication
- 2009 Communication (Extended Version)
- 2009 Broken Tonight (с участието на VanVelzen)
- 2010 If You Should Go (с участието на Susana)
- 2010 Full Focus
- 2010 Not Giving Up On Love (vs. Sophie Ellis-Bextor)
- 2010 This Light Between Us (с участието на Christian Burns)
- 2011 Status Excessu D (pres. Gaia)
- 2011 Drowning (с участието на Laura V)
- 2011 Feels So Good (с участието на Nadia Ali)
- 2011 Brute (vs. Ferry Corsten)
- 2011 Youtopia (с участието на Adam Young)
- 2012 Orbion
- 2012 J'ai Envie De Toi (pres. Gaia)
- 2012 We Are Here To Make Some Noise
- 2012 I'll Listen (с участието на Ana Criado)
- 2013 Waiting For The Night (с участието на Fiora)
- 2013 The Expedition (& Markus Schulz)
- 2013 This Is What It Feels Like (с участието на Trevor Guthrie)
- 2013 Beautiful Life (с участието на Cindy Alma)
- 2013 D# Fat (& W&W)

## Копродукции
- „Alibi“ (with Tiësto)
- „DJ's United“ (with Paul Oakenfold & Paul van Dyk)
- „Electrix“ (with Floris Klinkert)
- „Gaia“ (with Benno de Goeij)
- „Lilmotion“ (with Dennis Verheugd & Sjaak Scheffer)
- „Major League“ (with Tiësto)
- „Monsieur Basculant“ (with Johan Groenewegen)
- „Red & White“ (with Gert Den Heijer)
- „Technology“ (with Gert Den Heijer)
- „Triple A“ (with Alex M.O.R.P.H. & Ana Criado)
- „Wodka Wasters“ (with Olav Basoski)